# مايكل ريموند جيمس
مايكل ريموند جيمس (بالإنجليزية: Michael Raymond-James) مواليد (24 ديسمبر، 1977) ممثل أمريكي، إشتهر بدور رينيه لينر في الموسم الأول من مسلسل دماء حقيقية الذي عرض على قناة «HBO»، ودور شخصية نيل كاسيدي في مسلسل كان يا مكان على قناة «ABC»، كما ظهر في الموسم الثاني من مسلسل الموتى السائرون على قناة «AMC».

## أبرز أعماله

### أعمال تلفزيونية
- 2012: جاك ريتشر
- 2016: أفضل الساعات

- 2004: إي آر
- 2005: سي اس آي: التحقيق في موقع الجريمة
- 2006: بوسطن ليغال
- 11-2008: دم حقيقي
- 2009: اكذب علي
- 2011: القانون والنظام: الوحدة الخاصة للضحايا
- 2012: الموتى السائرون
- 16-2012: كان يا مكان

## وصلات خارجية
- مايكل ريموند جيمس على موقع IMDb (الإنجليزية)
- مايكل ريموند جيمس على موقع ألو سيني (الفرنسية)
- مايكل ريموند جيمس على موقع تيرنر كلاسيك موفيز (الإنجليزية)
- مايكل ريموند جيمس على موقع أول موفي (الإنجليزية)
- مايكل ريموند جيمس على موقع قاعدة بيانات الأفلام السويدية (السويدية)
- مايكل ريموند جيمس على موقع قاعدة بيانات الفيلم (الإنجليزية)
- مايكل ريموند جيمس على موقع كينوبويسك (الروسية)